# Stefan Sokołowski (pułkownik)
Stefan Sokołowski (ur. 19 września 1925 w Wojsławicach, zm. 27 czerwca 2002 w Koszalinie) – uczestnik II wojny światowej w szeregach Gwardii Ludowej i Armii Ludowej, oficer aparatu bezpieczeństwa, członek Prezydium Rady Naczelnej Związku Bojowników o Wolność i Demokrację, autor książki „Dzielnica Nida” i innych.

## Życiorys
Urodził się w rodzinie chłopskiej. Jego ojcem był Jan Sokołowski (1893–1970), działacz Niezależnej Partii Chłopskiej. Przed wojną ukończył szkołę powszechną w Chrobrzu. Od 1942 r. m.in. łącznik GL i kolporter prasy lewicowej, od 1943 żołnierz GL. Następnie żołnierz 1 Brygady AL Ziemi Krakowskiej im. Bartosza Głowackiego  sformowanej w lipcu 1944 r. w Republice Pińczowskiej, z którą po przebiciu się przez linię frontu niemiecko-radzieckiego 15 sierpnia 1944 r. pod Stopnicą, znalazł się na przyczółku baranowsko-sandomierskim opanowanym przez armię radziecką. Od września 1944 r. członek Polskiej Partii Robotniczej - staż partyjny zaliczony od 1942 r.   
Od 13 września 1944 r. funkcjonariusz Wojewódzkiego Urzędu Bezpieczeństwa Publicznego w Rzeszowie, 13 stycznia 1945 r. przeniesiony do WUBP w Krakowie, gdzie 11 kwietnia 1945 r. został kierownikiem Sekcji 7, 1 stycznia 1946 r. zastępcą kierownika Wydziału III „A” WUBP, a 1 maja 1951 r. naczelnikiem tego wydziału. Od 1 maja 1952 r. do 1 marca 1954 r. naczelnik Wydziału III WUBP w Krakowie. Od 1 marca 1954 r. inspektor, a od 1 kwietnia 1955 r. starszy inspektor Kierownictwa WUBP w Krakowie, Następnie jako funkcjonariusz Komitetu do spraw Bezpieczeństwa Publicznego (KdsBP) przy Radzie Ministrów od września 1955 r. do lipca 1956 r. był słuchaczem Kursu Specjalnego w Moskwie. Od 15 sierpnia do 28 listopada 1956 r. jest zastępcą kierownika Stołecznego Urzędu ds. Bezpieczeństwa Publicznego w Warszawie.  
Po rozwiązaniu Komitetu ds. Bezpieczeństwa Publicznego i MBP oraz utworzeniu MSW jako funkcjonariusz zostaje naczelnikiem Wydziału IX Departamentu II, potem wicedyrektorem Biura „B” MSW. 15 grudnia 1959 r. – 25 kwietnia 1961 r. jest I zastępcą komendanta KW MO w Gdańsku ds. BP. W maju 1961 r. przeniesiony do KW MO w Koszalinie na podobne stanowisko. 29 czerwca 1965 r. awansowany na stopień pułkownika MO. W 1968 r. ukończył studia wyższe, uzyskując tytuł mgr administracji. Po reformie administracji od 1 czerwca 1975 r. do 1 sierpnia 1982 r. komendant KW MO w Łomży, 1982–1983 r. komendant KW MO w Koszalinie a później 1983–1989 r. szef WUSW w Koszalinie. Od 1 lutego 1990 r. na emeryturze.  
Napisał 16 książek: monograficzne, pamiętnikarskie, wspomnieniowe i książki z wierszami o tematyce rodzinnej. 

## Ordery i odznaczenia
- Order Sztandaru Pracy I klasy
- Order Sztandaru Pracy II klasy
- Order Krzyża Grunwaldu III klasy
- Krzyż Komandorski Orderu Odrodzenia Polski
- Krzyż Oficerski Orderu Odrodzenia Polski
- Krzyż Kawalerski Orderu Odrodzenia Polski
- Krzyż Srebrny Orderu Virtuti Militari
- Złoty Krzyż Zasługi
- Srebrny Krzyż Zasługi
- Brązowy Krzyż Zasługi
- Krzyż Partyzancki
- Medal Zwycięstwa i Wolności 1945
- Srebrny Medal Zasłużonym na Polu Chwały
- Medal 40-lecia Polski Ludowej (1984)[3]
- Medal 30-lecia Polski Ludowej
- Medal 10-lecia Polski Ludowej
- Srebrny Medal „Za Zasługi dla Obronności Kraju”
- Brązowy Medal „Za Zasługi dla Obronności Kraju”
- Medal „Za udział w walkach w obronie władzy ludowej”
- Złota Odznaka „W Służbie Narodu”
- Złota Odznaka „Za Zasługi w Ochronie Porządku Publicznego”
- Medal za Długoletnie Pożycie Małżeńskie